# Autoroute A-41 (Espagne)
Pour les articles homonymes, voir A-41.

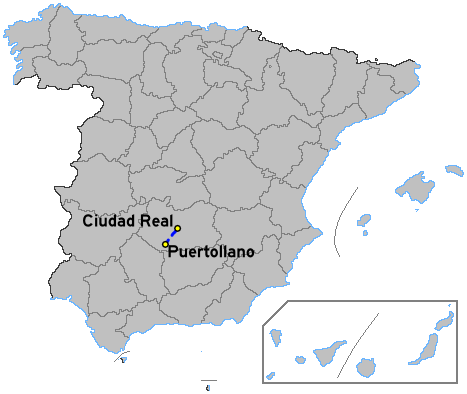
Carte de l’autoroute espagnole A-41

L'autoroute A-41 est une voie express qui suit le tracé de la route nationale N-420 entre Ciudad Real et Puertollano.
L'A-41 entre Consuegra et Espiel fait partie de la nouvelle possibilité de trajet Madrid - Andalousie. En effet, à plus long terme, le gouvernement a l'intention de construire une série d'autoroutes et les relier jusqu'à Cordoue pour donner une alternative à destination du sud (Andalousie) et donc pour décongestionner l'A-4 (Autovia d'Andalousie), saturée dans certains secteurs car c'est la seule voie rapide qui permet d'accéder au sud de l'Espagne depuis Madrid.
Cette alternative sera constituée de plusieurs tronçons d'autoroutes différentes :
- L'AP-41 entre Madrid et Tolède
- La CM-42 entre Tolède et Consuegra
- La CM-46 entre Consuegra et Ciudad Real
- L'A-41 entre Ciudad Real et Puertollano
- L'A-43 entre Puertollano et Almaden
- L'AP-41 entre Almaden et Espiel
- L'A-81 entre Espiel et Cordoue (CO-31)

À mi-chemin de ces 2 villes, l'A-41 est connectée au premier aéroport privé d'Espagne ouvert en 2008 : l'aéroport Central-Ciudad Real.  Mais ce dernier a fait faillite en 2012.
Sur ce tronçon elle fait tronc commun avec l'A-43 (Valence - Merida)

## Tracé
- L'autoroute commence à l'est de Ciudad Real où elle prolonge l'A-43 (Valence - Mérida) au sud de la ville
- Elle contourne la ville par le sud en desservant différentes zones, puis continue plein sud en suivant le tracé de la N-420.
- Elle dessert l'aéroport Central-Ciudad Real (aéroport privé) avant d'arriver à Puertollano par le nord où elle bifurque avec la PT-10 qui dessert le nord de la ville et va laisser place à la PT-11 qui va contourner la ville par le nord-ouest et se raccorder à l'A-43.

## Tronçons pour l'alternativeMadrid-Andalousie
- Madrid - Tolède : En service

Voir AP-41
- Tolède - Consuegra : En service

Voir Autoroute des Vignobles
- Consuegra - Ciudad Real : En projet

Voir CM-46
- Ciudad Real - Puertollano : En service

Voir A-41 
- Puertollano - Almaden : En projet

Voir A-43
- Almaden - Espiel : En projet

Voir AP-41
- Espiel - Cordoue : En projet

Voir A-81

## Sorties
De Ciudad Real à Puertollano
| Sorties | Villes                                                                                        |             |
| ------- | --------------------------------------------------------------------------------------------- | ----------- |
|         | Consuegra - Tolède CM-42 - Madrid AP-41 Madrid - Manzanares A-4 Daimiel - Tomelloso - Valence | A-41 A-43   |
| 7       | Ciudad Real Sud - Miguelturra                                                                 | CM-4127     |
|         | Valdepeñas - Cordoue - Séville A-4 Alcaraz - Albacete A-32                                    | CM-44       |
| 8       | Ciudad Real Sud                                                                               | CM-412      |
| 10      | Ciudad Real Ouest                                                                             | N-420a      |
| 15      | Poblete Nord                                                                                  |             |
| 16      | Poblete Sud                                                                                   | N-420a      |
| 17      | Aéroport Central-Ciudad Real                                                                  |             |
| 18      | Canada de Calatrava - Corral de Calatrava                                                     | CR-5135     |
| 21      | Caracuel de Calatrava - Argamasilla de Calatrava                                              | N-420       |
| 28      | Argamasilla de Calatrava Nord                                                                 | N-420       |
|         | Puertollano Nord Mérida - Badajoz A-43 Cordoue - Séville A-4                                  | PT-10 PT-11 |

## Référence
- Nomenclature